# Geckoella
Geckoella Gray, 1867 è un genere di piccoli sauri della famiglia dei Gekkonidi, diffusi in India e Sri Lanka.

## Descrizione
Sono gechi di media taglia, con coda abbastanza grossa e occhi con pupilla a fessura verticale, tipica dei gechi notturni.
La livrea è di colore variabile dal bruno al beige, passando per il rosso, solitamente a bande trasversali.

## Biologia
Si nutrono di insetti.

## Tassonomia
Il genere Geckoella comprende 7 specie:
- Geckoella albofasciatus (Boulenger, 1885)
- Geckoella collegalensis (Beddome, 1870)
- Geckoella deccanensis (Günther, 1864)
- Geckoella jeyporensis (Beddome, 1878)
- Geckoella nebulosus (Beddome, 1870)
- Geckoella triedrus  (Günther, 1864)
- Geckoella yakhuna (Deraniyagala, 1945)

Le specie di questo genere erano precedentemente classificate nel genere Gymnodactylus, da cui sono state poi segregate.